# Feucht
Feucht è un comune mercato di 14 102 abitanti, situato nel Land tedesco della Baviera.